# Bucair ibne Abedalá
Bucair ibne Abedalá (Bukayr ibn Abdallah) foi um líder militar árabe, que serviu o Califado Ortodoxo e é conhecido pela conquista da província persa do Azerbaijão.

## Vida
Em 651, Bucair invade o Azerbaijão, que foi o domínio dos irmãos Ispabudã Esfendadates e Barã. Esfendadates posicionou-se contra os árabes e uma batalha foi travada. Foi, contudo, derrotado e capturado por Bucair e seus homens. Enquanto Esfendadates estava em cativeiro, contou-lhe que se queria conquistar o Azerbaijão fácil e pacificamente, deveria fazer a paz com ele. Segundo Balami, Esfendadates é conhecido por ter dito: "Se você me matar todo o Azerbaijão se erguerá em vingança ao meu sangue, e guerreará contra você." O general aceitou o conselho de Esfendadates e fez a paz. Porém, Barã, irmão do cativo, se recusou a se submeter e manteve resistência. Foi rapidamente derrotado e forçado a fugir do Azerbaijão.